# Unterseeboot 159 (1941)
Pour les articles homonymes, voir Unterseeboot 159.
Le Unterseeboot 159 (ou U-159) est un sous-marin allemand (U-Boot) de type IX.C utilisé par la Kriegsmarine pendant la Seconde Guerre mondiale.

## Historique
Mis en service le 4 octobre 1941, l'Unterseeboot 159 effectue son temps d'entraînement initial à Stettin en Poméranie allemande dans la 4. Unterseebootsflottille jusqu'au 30 avril 1942, il rejoint sa flottille de combat à la base sous-marine de Lorient dans la 10. Unterseebootsflottille.
Il quitte le port de Kiel pour sa première patrouille le 22 avril 1942 sous les ordres du Kapitänleutnant Helmut Witte. Après douze jours en mer, il rejoint la base sous-marine de Lorient qu'il atteint le 3 mai 1942.
L'Unterseeboot 159 effectue cinq patrouilles dans lesquelles il coule 23 navires marchands pour un total de 119 554 tonneaux et endommage un navire marchand de 265 tonneaux au cours de ses 308 jours en mer.
Au cours de sa deuxième patrouille, le 13 juillet 1942, à 1 heure 2 minutes dans le golfe de Gascogne un bombardier Vickers Wellington britannique (Squadron 172/RAF) largue trois bombes. Ces dernières tombent près du kiosque causant de graves dommages, laissant l'U-Boot incapable de plonger. L'U-159 parvient à Lorient environ 12 heures plus tard.
Lors de sa troisième patrouille, le 10 octobre 1942, à 14 heures 41 minutes, à l'ouest du Cap, un bombardier Lockheed Ventura (SAAF) lance trois grenades sous-marines peu de temps après que l'U-Boot ait plongé, lui causant des dommages mineurs ; l'U-159 est contraint de renoncer à la poursuite d'un cargo repéré plus tôt.

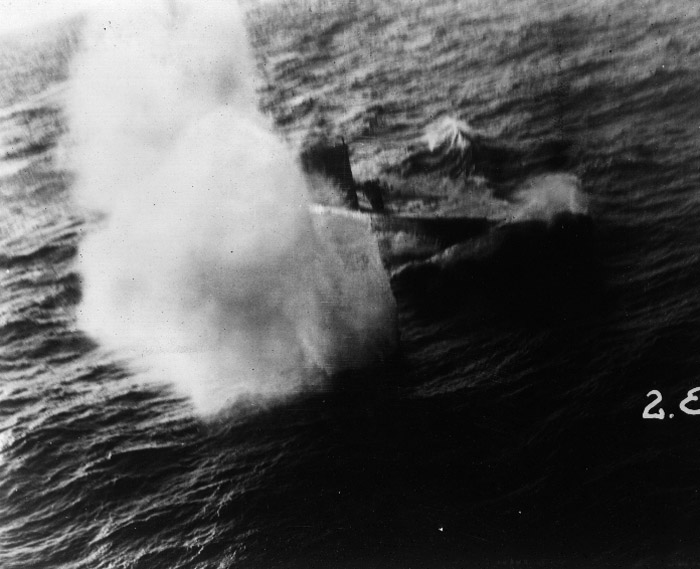
Attaque aérienne décisive sur l'U-159

Dans sa quatrième patrouille, le 28 mars 1943, lors d'une attaque sur le convoi RS-3 comme élément de la meute (groupe de combat) Seeräuber (pirate) au large des côtes du Sahara espagnol, trois navires sont coulés et trois des huit sous-marins attaquants gravement endommagés. L'U-159 est touché par des charges de profondeur larguées par des avions.
Sa cinquième patrouille part du port de Lorient le 12 juin 1943 sous les ordres de l'Oberleutnant zur See der reserve Heinz Beckmann. Après 47 jours en mer, l'U-159 est coulé le 28 juillet 1943, au sud de Haïti dans la mer des Caraïbes par des charges de profondeur tirées par des hydravions américains Mariner de l'escadron USN VP32 et P-1 à la position géographique de 15° 57′ N, 68° 30′ O causant la mort des 53 hommes de l'équipage.

## Affectations successives
- 4. Unterseebootsflottille du 4 octobre 1941 au 30 avril 1942 (entrainement)
- 10. Unterseebootsflottille du 1er mai 1942 au 28 juillet 1943 (service actif)

## Commandement
- Kapitänleutnant Helmut Witte du 4 octobre 1941 au 6 juin 1943
- Oberleutnant zur See der Reserve Heinz Beckmann du 7 juin au 28 juillet 1943

## Patrouilles
|       | Commandant               | Départ        | Départ  | Arrivée         | Arrivée | Jours     | Succès    |
| ----- | ------------------------ | ------------- | ------- | --------------- | ------- | --------- | --------- |
| 1     | Kptlt. Helmut Witte      | 22 avril 1942 | Kiel    | 3 mai 1942      | Lorient | 12 jours  |           |
| 2     | Kptlt. Helmut Witte      | 14 mai 1942   | Lorient | 13 juillet 1942 | Lorient | 61 jours  | 50 770    |
| 3     | Kptlt. Helmut Witte      | 24 août 1942  | Lorient | 5 janvier 1943  | Lorient | 135 jours | 63 730    |
| 4     | Kptlt. Helmut Witte      | 4 mars 1943   | Lorient | 25 avril 1943   | Lorient | 83 jours  | 5 319     |
| 5     | Oblt. (R) Heinz Beckmann | 12 juin 1943  | Lorient | 28 juillet 1943 | Coulé   | 47 jours  |           |
| Total | Total                    | Total         | Total   | Total           | Total   | 308 jours | 119 819 t |

Note : Oblt. (R) = Oberleutnant zur See der Reserve - Kptlt. = Kapitänleutnant

### Opérations Wolfpack
L'U-159 a opéré avec les Wolfpacks (meute de loups) durant sa carrière opérationnelle :
1. Wohlgemut (12 mars 1943 - 22 mars 1943)
2. Seeräuber (25 mars 1943 - 30 mars 1943)

## Navires coulés
L'Unterseeboot 159 a coulé 23 navires pour un total de 119 554 tonneaux et a endommagé un navire de 265 tonneaux pour un total de cinq patrouilles (308 jours en mer) qu'il effectua.
| Date             | Nom              | Nationalité | Tonnage (GRT) | Fait      |
| ---------------- | ---------------- | ----------- | ------------- | --------- |
| 21 mai 1942      | Montenol         | Royaume-Uni | 2 646         | Coulé     |
| 21 mai 1942      | New Brunswick    | Royaume-Uni | 6 529         | Coulé     |
| 2 juin 1942      | Illinios         | USA         | 5 447         | Coulé     |
| 5 juin 1942      | Paracury         | Brésil      | 265           | Endommagé |
| 5 juin 1942      | Sally            | Honduras    | 150           | Coulé     |
| 7 juin 1942      | Edith            | USA         | 3 382         | Coulé     |
| 11 juin 1942     | Fort Good Hope   | Royaume-Uni | 7 130         | Coulé     |
| 13 juin 1942     | Sixaola          | USA         | 4 693         | Coulé     |
| 13 juin 1942     | Solon Turman     | USA         | 6 762         | Coulé     |
| 18 juin 1942     | Ante Matkovic    | Yougoslavie | 2 710         | Coulé     |
| 22 juin 1942     | E.J. Sadler      | USA         | 9 639         | Coulé     |
| 7 octobre 1942   | Boringia         | Royaume-Uni | 5 821         | Coulé     |
| 8 octobre 1942   | Clan Mactavish   | Royaume-Uni | 7 631         | Coulé     |
| 9 octobre 1942   | Coloradan        | USA         | 6 557         | Coulé     |
| 13 octobre 1942  | Empire Nomad     | Royaume-Uni | 7 167         | Coulé     |
| 29 octobre 1942  | Laplace          | Royaume-Uni | 7 327         | Coulé     |
| 29 octobre 1942  | Ross             | Royaume-Uni | 4 978         | Coulé     |
| 7 novembre 1942  | La Salle         | USA         | 5 462         | Coulé     |
| 13 novembre 1942 | Star of Scotland | USA         | 2 290         | Coulé     |
| 13 novembre 1942 | City of Bombay   | Royaume-Uni | 7 140         | Coulé     |
| 15 décembre 1942 | Star of Suez     | Égypte      | 4 999         | Coulé     |
| 16 décembre 1942 | East Wales       | Royaume-Uni | 4 538         | Coulé     |
| 28 décembre 1943 | Silverbeech      | Royaume-Uni | 5 319         | Coulé     |